# لجنة مناهضة التعذيب (مجلس أوروبا)
لجنة مناهضة التعذيب (بالإنجليزية:Committee for the Prevention of Torture) هي لجنة مناهضة للتعذيب وتتبع مجلس أوروبا تأسست في عام 1987 وتنشط في أوروبا ولغاتها الرسمية هي الإنجليزية والفرنسية.

## روابط خارجية
- الموقع الرسمي